# Carl Friedrich von Seydewitz
Carl (Karl) Friedrich von Seydewitz (* 3. Februar 1826 in Berlin; † 5. September 1897 in Potsdam) war Jurist und Mitglied des deutschen Reichstags.

## Leben
Seine Eltern waren Louise Helene Eleonore Unger, aus Berlin, und der königlich preußische Regierungs-Chefpräsident Friedrich Ferdinand Leopold von Seydewitz, Gutsherr auf Roitzsch. Er selbst studierte Rechtswissenschaften und ging 1852 als Gerichtsassistent nach Bitterfeld, wo er später auch Kreisrichter war. In gleicher Funktion war er ab 1856 in Wittenberg und ab 1861 in Stettin tätig. 1864 wurde er Stadtgerichtsrat in Berlin und 1870 Appellationsgerichtsrat in Frankfurt an der Oder. 1884 wurde er zum Landgerichtspräsidenten in Greifswald ernannt und von 1888 bis 1895 übernahm er dieses Amt in Potsdam.
Zwischen 1867 und 1870 und von 1879 bis 1882 war er Mitglied des Preußischen Abgeordnetenhauses, von 1867 bis 1870 Abgeordneter des Reichstags des Norddeutschen Bundes und von 1880 bis 1881 des Deutschen Reichstages für die Deutschkonservative Partei und den Wahlkreis Merseburg 3 (Bitterfeld).
Carl (Karl) Friedrich von Seydewitz war zweimal verheiratet, zuerst mit der Professorentochter Auguste Louise Koberstein, dann mit Tochter eines Amtsrats, Friedrike Auguste Margarethe Lucke. Aus erster Ehe stammte die Tochter Helene Auguste Margarethe, die mit dem zeitweiligen Stadtkommandanten von Potsdam und späteren Generalmajor Otto von Plüskow eine Familie gründete. 